# Ismael Khaled
Ismael Khaled (Arabic:إسماعيل خالد) (sinh ngày 15 tháng 7 năm 1997) là một cầu thủ bóng đá người Các Tiểu vương quốc Ả Rập Thống nhất. Hiện tại anh thi đấu cho Shabab Al-Ahli.